# Alon Blue Square
Die Alon Holding–Blue Square Ltd. (hebräisch אַלּוֹן רִבּוּעַ כָּחוֹל Allōn Ribbūʿa Kachōl, deutsch ‚Eiche Blaues Quadrat‘), früher Blue Square, ist ein führender israelischer Lebensmitteleinzelhändler und betreibt mehr als 210 Supermärkte unter den Namen MEGA, Schefa Schuq und Eden Nature. Außerdem betreibt das Unternehmen den Online-Einkaufsdienst Blue Center. Sie wurde als Einzelhandelskette gegründet, hat sich aber später auf die Immobilienentwicklung und andere Bereiche ausgedehnt. 2022 wurde ein Bilanzgewinn von 880,953 Millionen ILS aus einem Umsatz von 9,451 Milliarden ILS erzielt.

## Geschichte
Alon Blue Square geht auf das Jahr 1932 zurück, als es als Tel Aviv Cooperative Consumer Association gegründet wurde. Dieser und andere Konsumgenossenschaften wurden von der Consumer Cooperation Union geführt, deren zentraler Zulieferer wiederum HaMaschbir haMerkasi (הַמַּשְׁבִיר הַמֶּרְכָּזִי) war. Im Jahre 1970 schlossen sich alle genossenschaftlichen Lebensmittelläden zu einer Genossenschaft zusammen, um die Lebensmittelpreise für gewerkschaftlich organisierte Arbeitnehmer im ganzen Land zu vereinheitlichen. Im Jahre 1972 fusionierte der Tel Aviver Verein mit den Vereinen aus der Region Scharon, Aschqelon und Beʾer Scheva. Später im Jahrzehnt wurde die vereinigte Gruppe Co-Op The Blue Square genannt und Benny Gaʾon zu ihrem Geschäftsführer ernannt. Die Gruppe erwirtschaftete einen Umsatz von 2,5 Milliarden IL. 1987 wurde das Unternehmen israelischer Franchisenehmer von Wendy's und errichtete sechs Filialen, scheiterte jedoch.
Im Jahre 1991 gründete die Genossenschaft ein neues Unternehmen mit dem Namen Co-Op Blue Square Consumer Cooperative Society Limited, an dem sie einen Anteil von 82 % hielt. Zu dieser Zeit beschäftigte das Unternehmen rund 3.000 Mitarbeiter. In den 1990er Jahren weitete das Unternehmen seine Reichweite erheblich aus und gründete die Supermarktkette Super Center. Außerdem betrieb es die Kaufhauskette HaMaschbir laZarchan, kaufte die Eisenwaren- und Haushaltswarenkette Home Center, plante den Verkauf von Dunkin' Donuts in den Co-Op-Filialen und besaß die Franchiserechte für den Betrieb von IKEA in Israel, musste sie aber verkaufen. In den 2000er Jahren betrieb Blue Square in seinen Filialen Sbarro- und Pelephone-Stände und gründete die Mega-Kette, die sich an seine Buy and Bonus-Clubmitglieder richtete. 2002 stieg Blue Square mit der Marke Blue Center in den Online-Handel ein.
Im Jahre 1996 fusionierten die Beteiligungen der Genossenschaft und das gewinnorientierte Unternehmen zu Blue Square Israel und gingen unter diesem Namen in New York an die Börse. Im November 2000 wurde auch in Israel ein Börsengang durchgeführt. Diese Privatisierung wurde von verschiedenen Mitgliedern der Genossenschaft initiiert, die Jahrzehnte zuvor gezwungen worden waren, ihre Anteile zu kaufen, aber größtenteils nicht in ihre Ideologie investiert hatten. In den 1990er Jahren wollten sie ihre Anteile auf dem freien Markt verkaufen, und das war nur durch eine Privatisierung möglich. Im Jahre 2002 stimmte die Mehrheit der Mitglieder dafür, das Unternehmen aufzulösen und seine Vermögenswerte zu verkaufen.
Im Jahre 2003 wurde Blue Square Israel von der Alon Group, dem Eigentümer des Energieunternehmens Dor Alon, für 1,4 Mrd. NIS aufgekauft und wurde zu Alon Blue Square.
Im Jahre 2015 geriet Alon Blue Square in finanzielle Schwierigkeiten. Die Supermarktkette Mega, die sich im Besitz des Unternehmens befand, ging in Konkurs, und das Unternehmen wurde zahlungsunfähig. Im Jahr 2016 wurde Alon Blue Square vollständig von Moti Ben-Moshe übernommen und in ein privates Unternehmen umgewandelt. Im Dezember 2019 erwarb Alon Blue Square den 50 %igen Anteil der Familie Gindi an der TLV Fashion Mall, einem Einkaufszentrum in Tel Aviv, für 225 Millionen NIS und wurde damit zum alleinigen Eigentümer der Immobilie.

## Holdings und Tochtergesellschaften
Alon Blue Square hat zwei Haupttöchter: das Energieunternehmen Dor Alon und Blue Square Real Estate. Darüber hinaus ist das Unternehmen ganz oder teilweise Eigentümer mehrerer Einzelhandelsketten, darunter Mega Home, Naʿaman (נָעֳמָן), Vardinon und andere. Es hält auch Anteile am Radiosender 103fm.
Vor 2015 war das Unternehmen auch an den Einzelhandelsketten Doctor Baby (im Besitz von Mega) und Kfar haSchiʿschuʿim (כְּפַר הַשִּׁעְשׁוּעִים), dem Betreiber des virtuellen Mobilfunknetzes YouPhone, dem lokalen Diners-Club-Franchiseunternehmen und der Zeitung Jisraʾel Post (ישראל פוסט) beteiligt.

## Kritik
Am 12. Februar 2020 veröffentlichten die Vereinten Nationen eine Datenbank mit Unternehmen, die im Westjordanland, einschließlich Ost-Jerusalem, sowie auf den besetzten Golanhöhen geschäftlich tätig sind. Alon Blue Square wurde aufgrund seiner Aktivitäten in israelischen Siedlungen in diesen besetzten Gebieten, die nach internationalem Recht als illegal gelten, in der Datenbank aufgeführt.

## Belege
1. ↑  ALON BLUE SQUARE ISRAEL LTD. In: Dun & Bradstreet. 2023, abgerufen am 17. Juli 2023 (britisches Englisch).
2. ↑  TASE: דף הבית - מאיה – מערכת אינטרנט להודעות | הבורסה לניירות ערך. Abgerufen am 17. Juli 2023 (hebräisch).
3. 1 2 3 4 5 6 7 8  מירב קריסטל: מקו-אופ הריבוע הכחול ועד You: תולדות מגה. In: Ynet. 18. Juli 2015 (ynet.co.il [abgerufen am 17. Juli 2023]).
4. ↑  "Wendy's" Burger Chain Seeks Franchisee to Renew Activity in Israel - Globes. 21. Juli 1996, abgerufen am 17. Juli 2023 (englisch).
5. ↑  ניר גולדברג: הריבוע הכחול: ירידה של 5.9% במכירות החנויות הזהות ברבעון. In: Globes. 12. März 2002 (globes.co.il [abgerufen am 17. Juli 2023]).
6. ↑  סופי: מוטי בן-משה הוא בעל השליטה באלון רבוע כחול. 11. September 2016, abgerufen am 17. Juli 2023.
7. ↑  קבוצת אלון נפטרת מכפר השעשועים. 30. April 2015, abgerufen am 17. Juli 2023.
8. ↑  Moti Ben-Moshe takes over Alon Blue Square. In: Globes. 9. Dezember 2016 (globes.co.il [abgerufen am 17. Juli 2023]).
9. ↑  Ben-Moshe, Gindi resolve TLV mall dispute. In: Globes. 11. August 2018 (globes.co.il [abgerufen am 17. Juli 2023]).
10. ↑  Moti Ben-Moshe in talks to buy Gindi's TLV Mall stake. In: Globes. 13. November 2019 (globes.co.il [abgerufen am 17. Juli 2023]).
11. ↑  Ben-Moshe bid for Alon Blue Square stalled - Globes. 17. März 2016, abgerufen am 18. Juli 2023 (englisch).
12. ↑  BLUE SQUARE – ISRAELI SUPERMARKETS. Abgerufen am 18. Juli 2023.
13. ↑  מונה מפרק זמני לרשת דוקטור בייבי של מגה. In: Calcalist. 27. Juli 2015, abgerufen am 18. Juli 2023 (hebräisch).
14. ↑  גד פרץ: פלאפון רוכשת את יופון מקבוצת מגה בעסקת חלוקת הכנסות. In: Globes. 6. Juli 2015 (globes.co.il [abgerufen am 18. Juli 2023]).
15. ↑  אלון רבוע כחול מכרה לכאל את חלקה בדיינרס תמורת 130 מיליון שקל. 29. November 2015, abgerufen am 18. Juli 2023.
16. ↑  שמו של 'ישראל פוסט' ישתנה: ייקרא 'מעריב הבוקר' - וימשיך להיות מופץ חינם. 20. Dezember 2015, abgerufen am 18. Juli 2023 (hebräisch).
17. ↑  Database of all business enterprises involved in certain activities relating to Israeli settlements in East Jerusalem and the West Bank (A/HRC/43/71) - occupied Palestinian territory | ReliefWeb. 14. Februar 2020, abgerufen am 18. Juli 2023 (englisch).
18. ↑  ODS HOME PAGE. Abgerufen am 18. Juli 2023.